# Ewald Epe
Ewald Epe f. Ewald Laurits Christian Petersen (10. januar 1912 i Horsens – 22. oktober 1985 i København) var en dansk sang- og revytekstforfatter, der har skrevet en lang række viser, der fortsat kendes og synges, f.eks. "Så'n var det ikke i halvfemserne" (sunget af Erika Voigt), "Kys hinanden" (sunget af Max Hansen), "Før vi fik bil" (sunget af Marguerite Viby), "I den gamle pavillon" (sunget af Erika Voigt) og "Øresunds blå".
Han var egentlig født Ewald Lauritz Christian Petersen, men i 1953 tog han navneforandring til Ewald Epe. Samme år lavede han sangtekster til filmen Solstik.